# Gunnar Lögdberg
Erik Gunnar Lögdberg, född den 21 maj 1902 i Lungsunds församling, Värmlands län, död den 16 januari 1997 i Linköping, var en svensk skolman. Han var bror till Åke Lögdberg.
Lögdberg avlade filosofisk ämbetsexamen vid Uppsala universitet 1924 och filosofie licentiatexamen där 1927. Han var lärare vid Uppsala enskilda läroverk och privatgymnasium 1928–1931 och 1933–1935. Lögdberg promoverades till filosofie doktor 1936. Han blev adjunkt vid högre allmänna läroverket i Karlstad 1934 och lektor i latin och grekiska vid högre allmänna läroverket i Växjö 1939. Lögdberg var rektor för högre allmänna läroverket i Örnsköldsvik 1945–1956 och vid högre allmänna läroverket i Linköping 1956–1968. Bland hans skrifter märks doktorsavhandlingen In Macrobii Saturnalia adnotationes (1936). Lögdberg blev riddare av Nordstjärneorden 1954 och kommendör av samma orden 1968. Han vilar på Uppsala gamla kyrkogård.